# Wikitravel
Ne doit pas être confondu avec Wikivoyage.
 (juin 2023).
Wikitravel est un projet de guide touristique libre et rédigé de manière collaborative sur le Web au moyen d'un wiki (utilisant le logiciel MediaWiki).
Si la version anglaise est la première à être lancée, en juillet 2003, la version en français, qui voit le jour en février 2004, est aujourd'hui à la racine du site (wikitravel.org redirige vers wikitravel.org/fr).

## Histoire
La société Internet Brands annonce l'acquisition de la marque Wikitravel et des serveurs qui hébergent le wiki, de même que World66 (world66.com), le 20 avril 2006 ; le projet devient donc commercial. Cette évolution a été décidée par les fondateurs de Wikitravel et non par la communauté des contributeurs du guide. Une conséquence directe de cette décision est le départ de la plupart des administrateurs et de certains auteurs de la section allemande, qui fondent le 10 décembre 2006 la section allemande d'un fork appelé Wikivoyage. Lors de ce branchement, l'intégralité des articles du Wikitravel allemand a été importée.
Des versions française et anglaise de Wikivoyage sont créées en 2012, et font maintenant partie de Wikivoyage, un projet de la Wikimedia Foundation.
En septembre 2012, Internet Brands, attaque en justice deux de ses contributeurs. La cause met en jeu le droit de réutilisation et de citation des contenus de Wikitravel, notamment par un site exploité par la Wikimedia Foundation.